# Juliusz Koźma
Juliusz Alojzy Koźma (ur. 9 maja 1842 w Trepczy, zm. 1 sierpnia 1914 w Sanoku) – właściciel ziemski.

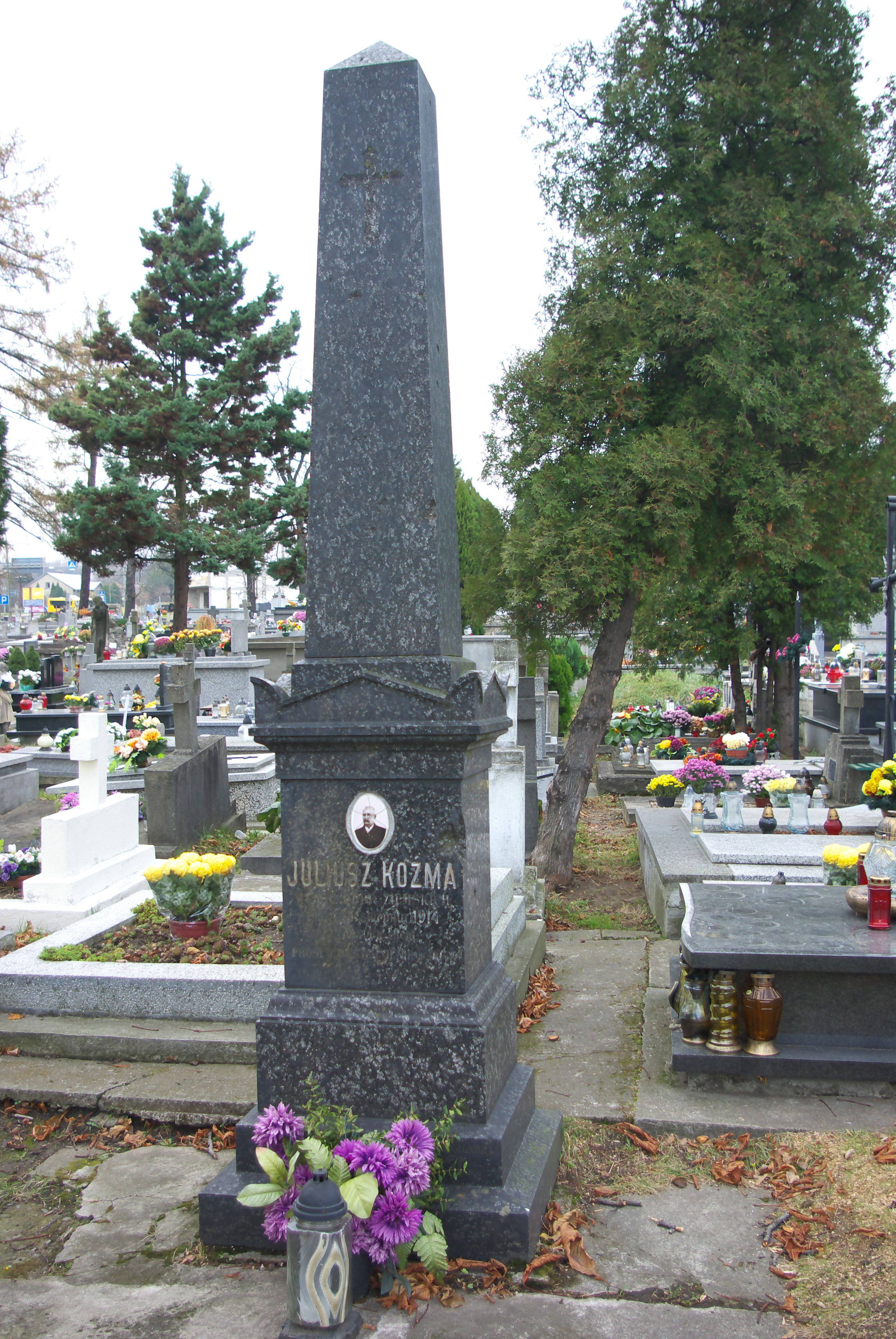
Nagrobek Juliusza Koźmy

## Życiorys
Juliusz Alojzy Koźma urodził się 9 maja 1842. Był synem Juliusza (wzgl. Jan Juliusz, właściciel Trepczy i Zabłociec, zm. 1845 w wieku 45 lat) i Alojzy z domu Martini de Rachel (zm. w 1870 w wieku 64 lat). Miał rodzeństwo: Edwarda Juliusza (1829-1833), Alojzę Julię (ur. 1830), Władysława Kajetana (1833-1843), Ludwikę (zamężna z Janem Malickim), Emilię Annę (potem określana jako Anna Emilia; stanu wolnego, 1835-1865), Józefinę Julię (ur. 1837, od 1857 zamężna z urzędnikiem Józefem Markiem), Joannę (ur. 1844, od 1866 zamężna z ww. Józefem Markiem).
Był właścicielem ziemskim obszarów pod Sanokiem, majątków: Trepcza, Zabłotce. W Trepczy w 1905 posiadał teren leśny o powierzchni 325,9 ha, a w 1911 posiadał 322 ha. Na początku XX wieku dzierżawił tam także grunty należące do Parafii Przemienienia Pańskiego w Sanoku. Jego przodek Jan Koźma także był właścicielem w Trepczy.
Na przełomie lat 70./80. był zastępcą członka C. K. Powiatowej Komisji Szacunkowej w Sanoku. Został wybrany sędzią przysięgłym sądu w Przemyślu na czteroletnią kadencję od 17 listopada 1888. Był członkiem sanockiego gniazda Polskiego Towarzystwa Gimnastycznego „Sokół” (1892-1893) oraz członkiem zwyczajnym Macierzy Szkolnej dla Księstwa Cieszyńskiego. Przed 1914 był członkiem i radnym oddziału sanockiego C. K. Galicyjskiego Towarzystwa Gospodarskiego. W 1902 był w powiecie sanockim jednym z czterech ocenicieli przy tłumieniu zarazy płucnej u bydła rogatego.
Został mianowany przez Wydział Rady Powiatowej członkiem komisji (1909, 1914).
Zmarł na zapalenie płuc 1 sierpnia 1914. Został pochowany w głównej alei cmentarza przy ul. Rymanowskiej w Sanoku. Wykonawcą nagrobka Juliusza Koźmy był lwowski rzeźbiarz, Ludwik Makolondra.
Jego żoną była Antonina z domu Laurecka (zm. 30 marca 1902). W dniu 10 lutego 1903 poślubił w Sanoku Teklę z domu Fal (ur. 1857, zm. 10 marca 1931 w wieku 73 lat).